# Stafette (Zeitschrift)
Die Stafette ist eine deutsche Zeitschrift für Kinder zwischen 8 und 13 Jahren. Sie wird von dem zur französischen Bayard-Gruppe gehörenden Sailer Verlag in Nürnberg herausgegeben.

## Beschreibung
Die Stafette erscheint monatlich mit einer verkauften Auflage von ca. 52.000 Exemplaren. Nach Angaben des Verlags gilt die Zeitschrift als pädagogisch wertvoll und wird von Kultusministerien und der Stiftung Lesen empfohlen. Die Stafette will mit ihrer Themenvielfalt den Spaß am Lesen fördern, Wissen vermitteln, Kreativität wecken, Unterhaltung und auch Lebenshilfe bieten. Die Zeitschrift wird nur per Abonnement verkauft und ist im Zeitschriftenhandel nicht erhältlich.

## Geschichte
Als erste Jugendzeitschrift nach dem Zweiten Weltkrieg erhielt der Liliput des Nürnberger Sebaldus-Verlags eine Drucklizenz. Das Heft Nummer 1 erschien im Oktober 1946, und die Zeitschrift wurde vor allem in Bayern bekannt. Im Jahr 1957 begann der Hans-Witte-Verlag in Freiburg die Stafette herauszugeben. Später wurden beide Publikationen zusammengelegt. Das erste Heft von Liliput/Neue Stafette erschien im September 1967. Auch spätere Konzentrationsbewegungen auf dem Zeitschriftenmarkt überlebte die Stafette. So wurde im Jahr 2013 die Jugendzeitschrift Treff nach einem Eigentümerwechsel zugunsten der Stafette eingestellt.

## Inhalt
- Reportagen, Berichte zu Themen wie Sport, fremde Länder, Technik
- Wissensseiten (Woher stammt diese Redensart? Englisch/Französisch-Seiten, Wissensposter)
- Rätsel, Wettbewerbe, Experimente, Wissens-Tests, Koch-Club, Brieffreundschaften
- Hilfestellung bei altersspezifischen Problemen (Diplompsychologin beantwortet „Problembriefe“ und Fragen zum Thema Schüler und Lehrer)
- Unterhaltung, Witze, Comic, Neues aus Kino, TV, Pop, Computer und Internet, Star- und Sportposter

Über die Stafette kann man außerdem Brieffreunde finden, Clubs beitreten oder diese gründen.